# باتريك كلايتون
باتريك أندرو كلايتون DSO MBE (16 أبريل 1896 - 17 مارس 1962 ) عمل مساحًا وجنديًا بريطانيًا. وأساس شخصية بيتر مادوكس في فيلم المريض الإنجليزي.

## حياة مهنية
أمضى كلايتون ما يقرب من عشرون عامًا في الهيئة المصرية العامة للمساحة أثناء عشرينيات وثلاثينيات القرن الماضي لتخريط مناطق كبيرة من الصحراء لم يتم تخريطها من قبل. في عام 1931 أثناء عملية تثليث من وادي حلفا إلى العوينات صادف لاجئين فارين من الاحتلال الإيطالي للكفرة عبر العوينات وساعد في إنقاذ الكثيرين من الموت في الصحراء القاحلة. تعاون كلايتون على نطاق واسع مع رالف باغنولد في التحضير ورسم الخرائط المرتبطة برحلات استكشاف باغنولد قبل الحرب.
مع بداية الحرب العالمية الثانيية، كان كلايتون يعمل مساحًا حكوميًا في تنجانيقا. أعاده باغنولد إلى مصر بسبب معرفته التفصيلية بالصحراء الغربية وتم تكليفه في فيلق الاستخبارات وخدم في مجموعة الصحراء طويلة المدى (LRDG) التابعة للجيش البريطاني.
كان كلايتون يقود الدورية تي في هجوم مخطط على الكفرة عندما اشتبكت الدورية الإيطالية Auto-Saharan Company في 31 يناير 1941 بالقرب من جبل الشريف. أصيب الكابتن كلايتون أثناء العمل وتلفت سيارته. أسر مع زملائه ونقل إلى منطقة أبروتسو في إيطاليا حيث زاره لازلو ألماسي بعد مهمة تجسس تدعى عملية <i id="mwJw">السلام</i> ، لنقل اثنين من الجواسيس الألمان عبر الصحراء الليبية إلى القاهرة.
حصل على الميدالية الذهبية لمؤسس الجمعية الجغرافية الملكية عام 1941 لعمله في الصحراء الليبية.

## الموت
توفي بات كلايتون في 17 مارس 1962 عن عمر يناهز 65 عامًا بسبب تمدد الأوعية الدموية.

## روابط خارجية
- مركز النص الإلكتروني النيوزيلندي في LRDG ، 1940-41
- جمعية الحفاظ على LRDG
- ضباط الجيش البريطاني 1939-1945